# 宁夏原种场
宁夏原种场，是中华人民共和国宁夏回族自治区銀川市贺兰县下辖的一个乡镇级行政单位。

## 行政区划
宁夏原种场下辖以下地区：
虚拟村。